# Meionita
|  | No s'ha de confondre amb melonita. |

La meionita és un mineral de la classe dels silicats, que pertany al grup de l'escapolita. Va rebre el nom del grec μειωυ, menys, en referència a la forma piramidal menys aguda en comparació amb la vesuvianita.

## Característiques
La meionita és un silicat de fórmula química Ca₄Al₆Si₆O24CO₃. Cristal·litza en el sistema tetragonal. La seva duresa a l'escala de Mohs es troba entre 5 i 6.
Segons la classificació de Nickel-Strunz, la meionita pertany a «09.FB - Tectosilicats sense H₂O zeolítica amb anions addicionals» juntament amb els següents minerals: afghanita, bystrita, cancrinita, cancrisilita, davyna, franzinita, giuseppettita, hidroxicancrinita, liottita, microsommita, pitiglianoïta, quadridavyna, sacrofanita, tounkita, vishnevita, marinellita, farneseïta, alloriïta, fantappieïta, cianoxalita, balliranoïta, carbobystrita, depmeierita, kircherita, bicchulita, danalita, genthelvita, haüyna, helvina, kamaishilita, lazurita, noseana, sodalita, tsaregorodtsevita, tugtupita, marialita i silvialita.

## Formació i jaciments
Va ser descoberta al mont Somma, al complex volcànic Somma-Vesuvi, a Nàpols (Campània, Itàlia). Tot i tractar-se d'una espècie no gaire habitual ha estat descrita en tots els continents del planeta, inclosa l'Antàrtida. Als territoris de parla catalana ha estat descrita als volcans Pomareda i Roca Negra, a la localitat de Santa Pau, a la comarca de la Garrotxa (Girona).